# Haavassoo
Haavassoo este o arie protejată (arie specială de conservare — SAC, sit de importanță comunitară — SCI) din Estonia întinsă pe o suprafață de 431,1 ha, integral pe uscat.

## Localizare
Centrul sitului Haavassoo este situat la coordonatele 58°14′39″N 22°11′49″E / 58.2442°N 22.1969°E.

## Înființare
Situl Haavassoo a fost declarat sit de importanță comunitară în aprilie 2004 pentru a proteja 1 specie de plante. Situl a fost protejat și ca arie specială de conservare în decembrie 2013.

## Biodiversitate
Situată în ecoregiunea boreală, aria protejată conține 7 habitate naturale: Izvoare fino-scandinave și mlaștini produse de izvoare bogate în minerale, Mlaștini calcaroase cu Cladium mariscus și specii de Caricion davallianae, Mlaștini alcaline, Taiga vestică, Păduri caducifoliate bătrâne naturale hemiboreale fino-scandinave (Quercus, Tilia, Acer, Fraxinus sau Ulmus) bogate în specii epifite, Păduri fino-scandinave bogate în ierburi cu Picea abies, Păduri caducifoliate de mlaștină fino-scandinave.
La baza desemnării sitului se află o specie protejată de  plante: Rhinanthus osiliensis